# Víctor Maldonado
Víctor Maldonado Roldán es un sociólogo y político chileno. 
Es Licenciado en Sociología y Magíster en Ciencias Políticas, ambas de la Universidad de Chile.
Fue secretario ejecutivo de la Asociación Chilena de Municipalidades (1999–2001) y jefe de la División de Municipalidades de la Subsecretaría de Desarrollo Regional y Administrativo (2002).
En el primer gobierno de Michelle Bachelet se desempeñó como subdirector de la Dirección de Comunicaciones (2006–2007), asesor de la presidenta (2007–2009) y subsecretario de Desarrollo Regional y Administrativo (2009-2010).
En septiembre de 2017 asumió como subsecretario general de la Presidencia hasta el final del segundo gobierno de Bachelet.